# Polytechnika

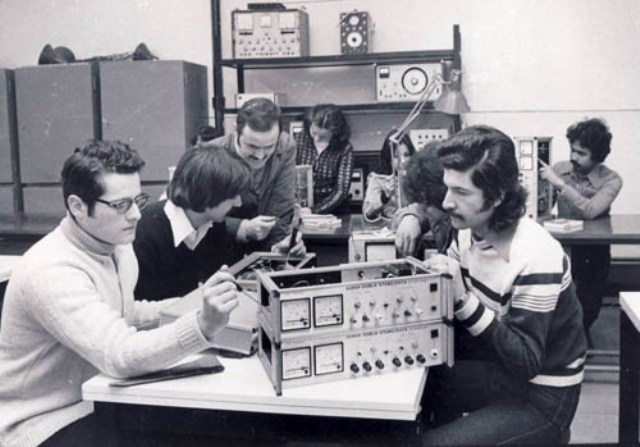
Studenti oboru (Rumunsko, 1979).

Polytechnika (z řeckého πολύ polý, „mnoho“ + τεχνικός technikós, „umění“, „schopnost“, hovorově též jen technika) je název pro vysoké školy technického zaměření, vzniklé a zakládané v 18. a 19. století.
Novější názvy pro polytechniku jsou: vysoké učení technické, vysoká technická škola (19./20. století), technická univerzita (20./21. století).

## Polytechniky
(abecedně podle jména školy)

### Tři špičkové[zdroj?]
- California Institute of Technology (Caltech) – Pasadena, Kalifornie, USA
- Eidgenössische Technische Hochschule (ETH) / École polytechnique fédérale (EPF) / Swiss Federal Institute of Technology – Curych a Lausanne, Švýcarsko
- Massachusettský technologický institut (MIT) – Cambridge, Massachusetts, USA

### Další známé
- École Polytechnique – Paříž, Francie
- Technische Universität Berlin - Technická univerzita Berlín, Německo (jedna z devíti špičkových německých univerzit)

### České polytechniky
- České vysoké učení technické v Praze (ČVUT)
- Vysoké učení technické v Brně (VUT)
- Vysoká škola báňská – Technická univerzita Ostrava (VŠB TUO)
- Vysoká škola polytechnická Jihlava (VŠPJ)
- Technická univerzita v Liberci (TUL)
- Vysoká škola technická a ekonomická v Českých Budějovicích (VŠTE)